# Bebung
Bebung (niem.) - niewielkie wahanie wysokości dźwięku, w tempie umiarkowanie-szybkim, stosowane głównie podczas gry na klawikordzie, jako środek ekspresji.

## Przykłady

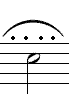
Zapis
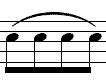
Wykonanie